# Jeanne Vaussard
Jeanne Vaussard (Parigi, 19 dicembre 1891 – Parigi, 24 febbraio 1977) è stata una tennista francese.

## Biografia
Celebre per aver disputato la finale del Open di Francia (singolare femminile) del 1924 contro Julie Vlasto perdendo con il punteggio di 6-2, 6-3 per la Vlasto, si trattava dell'ultima edizione riservata ai soli residenti in Francia.
In seguito parteciperà innumerevoli volte alla stessa competizione, alle Internazionali di Francia 1925 giunse al terzo turno venendo eliminata da  Evelyn Colyer e nelle'dizione successiva si fermò al secondo turno contro la statunitense Elizabeth Ryan. Parteciperà alle edizioni sino al 1932 e il suo miglior risultato sarà un quarto di finale perso contro Cornelia Bouman nel 1928.